# Hammer Waltenrieth

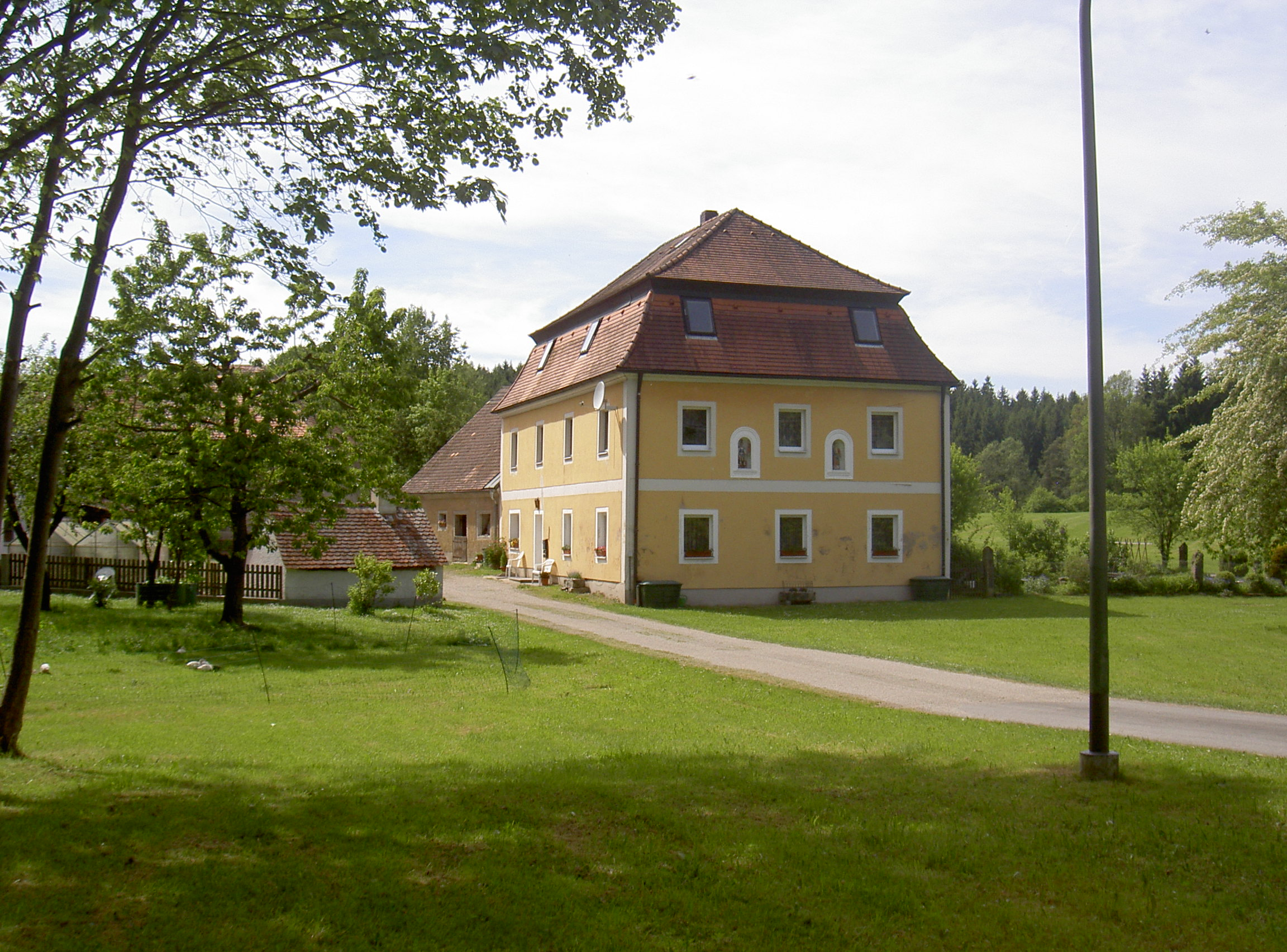
Hammerhaus Waltenrieth

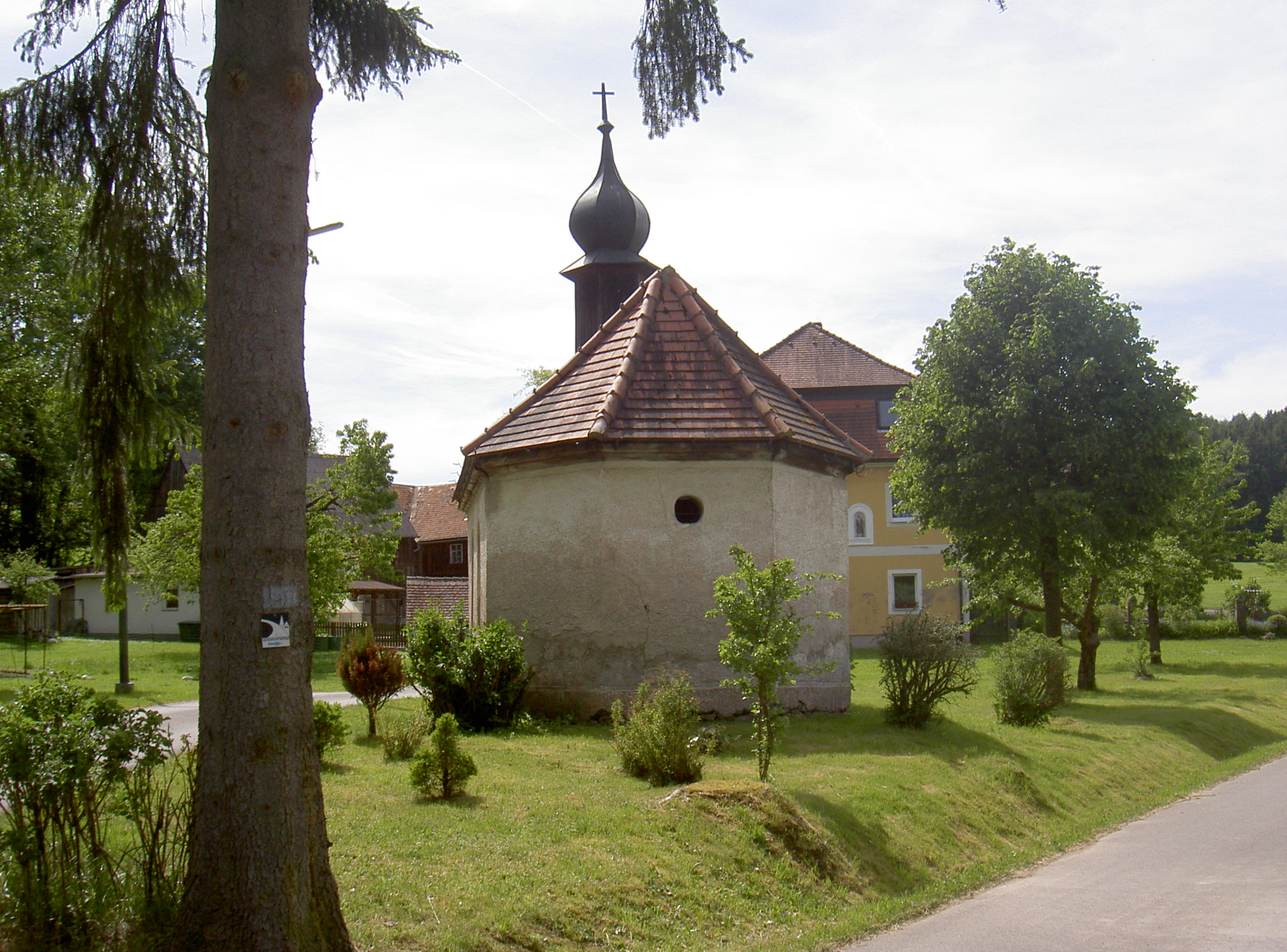
Kapelle des Hammerhauses Waltenrieth

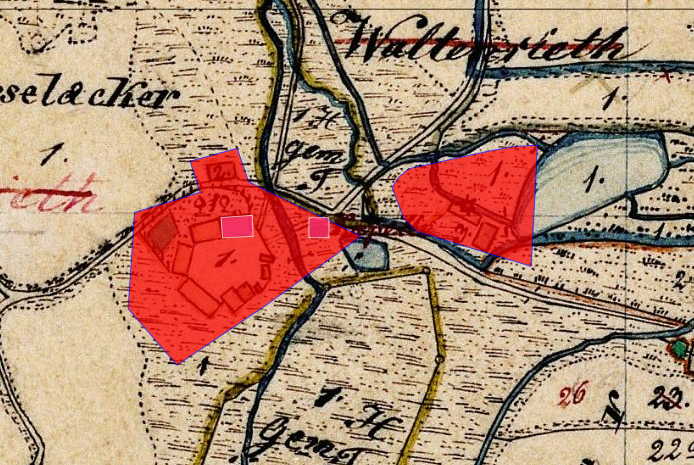
Lageplan des Hammerschlosses Waltenrieth auf dem Urkataster von Bayern

Das Hammergut Waltenrieth befand sich im gleichnamigen Ortsteil, der heute ein Gemeindeteil des Marktes Moosbach im Oberpfälzer Landkreis Neustadt an der Waldnaab ist. Das Werk wurde seit dem 13. Jahrhundert von der Wasserkraft des Tröbesbachs angetrieben. Das bestehende Hammerhaus ist ein Mansarddachbau aus dem 18. Jahrhundert und heute ein denkmalgeschütztes Objekt in Waltenrieth (Haus Nr. 1). Die Anlage wird als Bodendenkmal unter der Aktennummer D-3-6440-0020 im Bayernatlas als „archäologische Befunde des Mittelalters und der frühen Neuzeit im Bereich des Schlosses und ehem. Hammergutes Waltenrieth“ geführt. Ebenso ist sie unter der Aktennummer D-3-74-137-44 als denkmalgeschütztes Baudenkmal von Waltenrieth verzeichnet.

## Geschichte
Im Jahre 1283 wird das Hammerwerk als Walpretsriut erstmals genannt. Waltenrieth kann als Rodungssiedlung angesehen werden. 1318 verpfändete der Herzog Ludwig den öd gefallenen Ort an Konrad von Paulsdorf; dieser baut das Werk wieder auf und so erscheint es auch 1387 im Verzeichnis der Oberpfälzer Hammereinigung. Am 1. September 1452 erteilte Pfalzgraf Otto dem Ulrich Steinlinger einen Hammerbrief über Waltenrieth, den Hammer hatte dieser von Eberhard Wernsteiner erkauft. Die nächsten Besitzer sind Veit Muchendorfer (um 1500) und dann die Familie Vischer (1505). 1516 wird der Hammer als öd bezeichnet.
Zu Beginn des 16. Jahrhunderts werden zwei Hammerwerke genannt, und zwar der  Schienhammer Oberwaltenrieth und der eisenverarbeitende Hammer Unterwaltenrieth. 1548 verkaufte Hans Schäfeer der Hammer Oberwaltenrieth an Peter Zoltsch, der bereits den Hammer Unterwaltenrieth besaß. 1560 wird Georg Zoltsch als Besitzer beider Hämmer bezeichnet. Zwei Jahre später werden die Werke als öd bezeichnet, aber bereits 1566 waren sie wieder in Betrieb. 1588 wurde Bernhard Prentel Hammermeister in Oberwaltenrieth, ein Georg Prentel wird auf dem Hammer Unterwaltenrieth genannt. Ihm wird am 26. Januar 1597 von Kurfürst Friedrich ein Wappen verliehen (zweigeteiltes Schild, oberes Feld silbern, unteres zwei rauchende Brände auf drei grünen Bergen, aus der Helmzier ein wachsender Arm, der einen Schienhammer schwingt). 1606 hatte Georg Prentel beide Hämmer an sich gebracht. Da er den Religionswechsel zum Kalvinismus nicht mitmachen wollte, musste er nach Frankenmarkt emigrieren. Seinen Besitz verkaufte er an Elias Seibolder. 1610 war ein Martin Lembler Hammermeister in Oberwaltenrieth, ebenso noch 1623. Von 1603 bis 1606 bezog Waltenrieth neun Pfund Bergfuder und fünf Schilling (das sind 24 500 Zentner) Erz von der Stadt Amberg, deren Gesamterzverkauf im Jahre 1606 bei 140 Pfund Bergfuder und vier Schilling lag. Der Hammer Waltenrieth gehörte im 16. Jhd. zur Pfarrei Etzgersrieth und war dorthin abgabepflichtig, später wurden die Abgaben an die Pfarrei Moosbach und die Probstei Böhmischbruck geleistet.

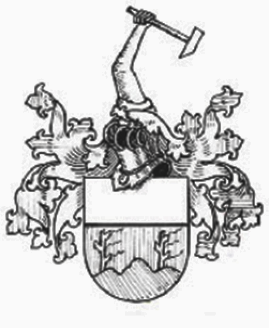
Wappen der Prentels

Über den Hammer Unter- und Obernwaltenrieth heißt es aber: „Ein Schin- und Blechhammer, ungangbar und seit Mansfeldischem Krieg de anno 1621 öd; auch sind vom untern Hammer die Hämmer nebst dem Hausgebäu(de) ganz weg, vnd allein auf dem Oberhammer steht die häusliche Wohnung, damit die Felder und ‚Wyßmather‘ genossen werden können. Beide Hammer weiland Hans Seb. von Steins Wittib und Erben gehörig. Bei ihnen (sind) keine Mittel, einen oder andern Hammer wiederaufzubauen und in gang zu bringen vorhanden.“
Die nächsten Besitzer sind Hans Sebastian von Stein (1623), Josef Schrötl (1625) und Wolf von Wildenstein (1628). Letzterer wollte nicht katholisch werden, musste also das Land verlassen und schloss sich dänischen und schwedischen Regimentern an. 1629 werden seine Güter konfisziert und verkauft. Als Käufer der Ödungen tritt Sebastian von Stein auf. 1688 waren die Güter im Besitz von Georg Adam von Stein. 1709 wird hier Johann Wilhelm von Stein mit seiner Ehefrau Juliana und einem Sohn Mathias genannt. 1729 wird Georg Wilhelm von Stein mit seiner Ehefrau Susanna Beatrice, Tochter des k.k. Rittmeisters Bernhard Wirbel de Barra, genannt. Deren Tochter Maria Anna Franziska verheiratet sich am 28. Dezember 1740 mit Johann Adam Hanauer. Die Hammerwerke wurden im 18. Jahrhundert nicht wieder aufgebaut.
Die Familie Hanauer stieg in das Geschäft des Glasschleifens ein. Simon Hanauer gründete 1818 in Waltenrieth ein Spiegelglasschleif- und Polierwerk. 1843 wird hier Jakob Hanauer als Besitzer des Anwesens genannt. 1982 ist ein Franz Gürtler als Besitzer eingetragen. 1911 ist hier ein Werk der Fa. Gürtler, 1982 wird noch Franz Gürtler genannt.

## Varia
Ein Schwert aus dem 16. Jahrhundert vom Hammer Waltenrieth befindet sich im Stadtmuseum von Amberg.